# Rhabdopterus praetextus
Rhabdopterus praetextus är en skalbaggsart som först beskrevs av Thomas Say 1824.  Rhabdopterus praetextus ingår i släktet Rhabdopterus och familjen bladbaggar. Inga underarter finns listade i Catalogue of Life.